# Rover 600
La Rover 600 est une automobile de type familiale produite par l'ancien constructeur britannique Rover de 1993 à 1999. Elle était fabriquée à Oxford. La 600 était construite sur la même base que la 5ème génération de l'Honda Accord. Elle a été remplacée en 1999 par la Rover 75.

## Historique

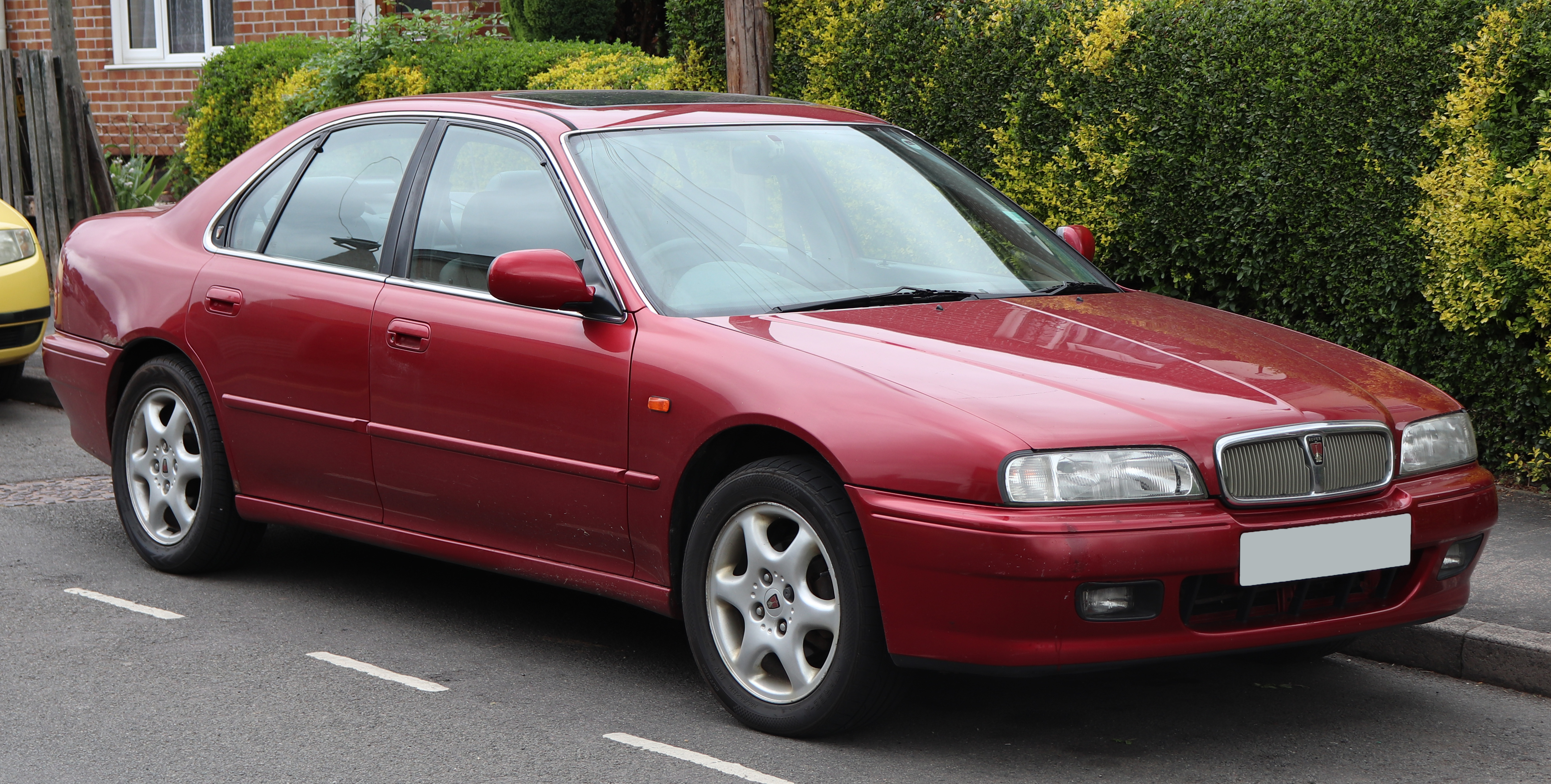
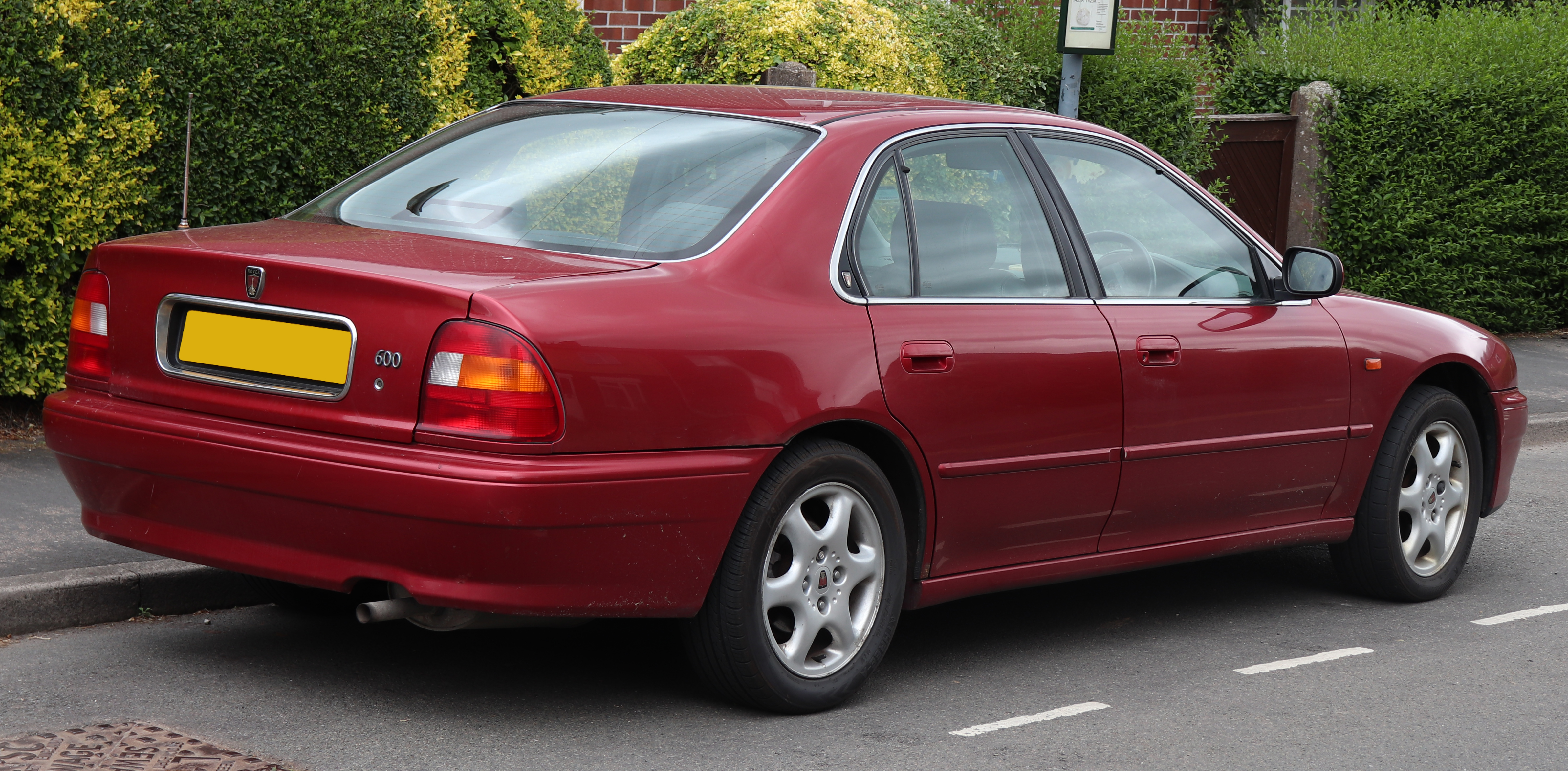

### Résumé de la 600
- 1993 : lancement et commercialisation du modèle.
- 1999 : arrêt définitif de la production et de la commercialisation.

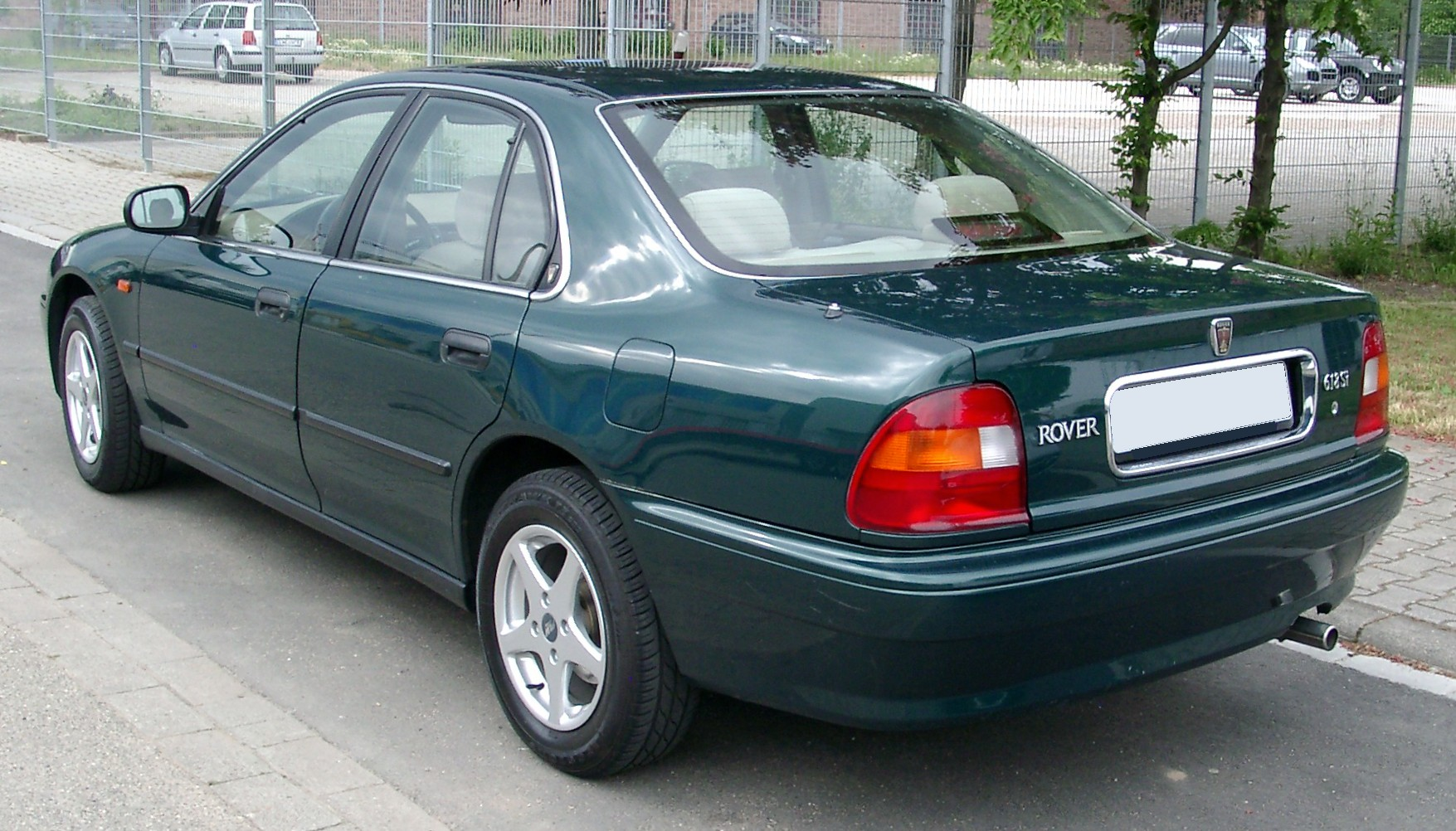
Rover 618 Si.

| Générations             | Production | Dérivés de chez Rover | Modèles similaires |
| ----------------------- | ---------- | --------------------- | --- |
| Rover 600 (1993 - 1999) |            | Rover 800             | Citroen Xantia ; Audi 80 et A4 ; BMW E34 ; Ford Mondeo I ; Mercedes-Benz Classe E W124 ; Opel Vectra B ; Renault 21 et Laguna I |

## Les différentes versions

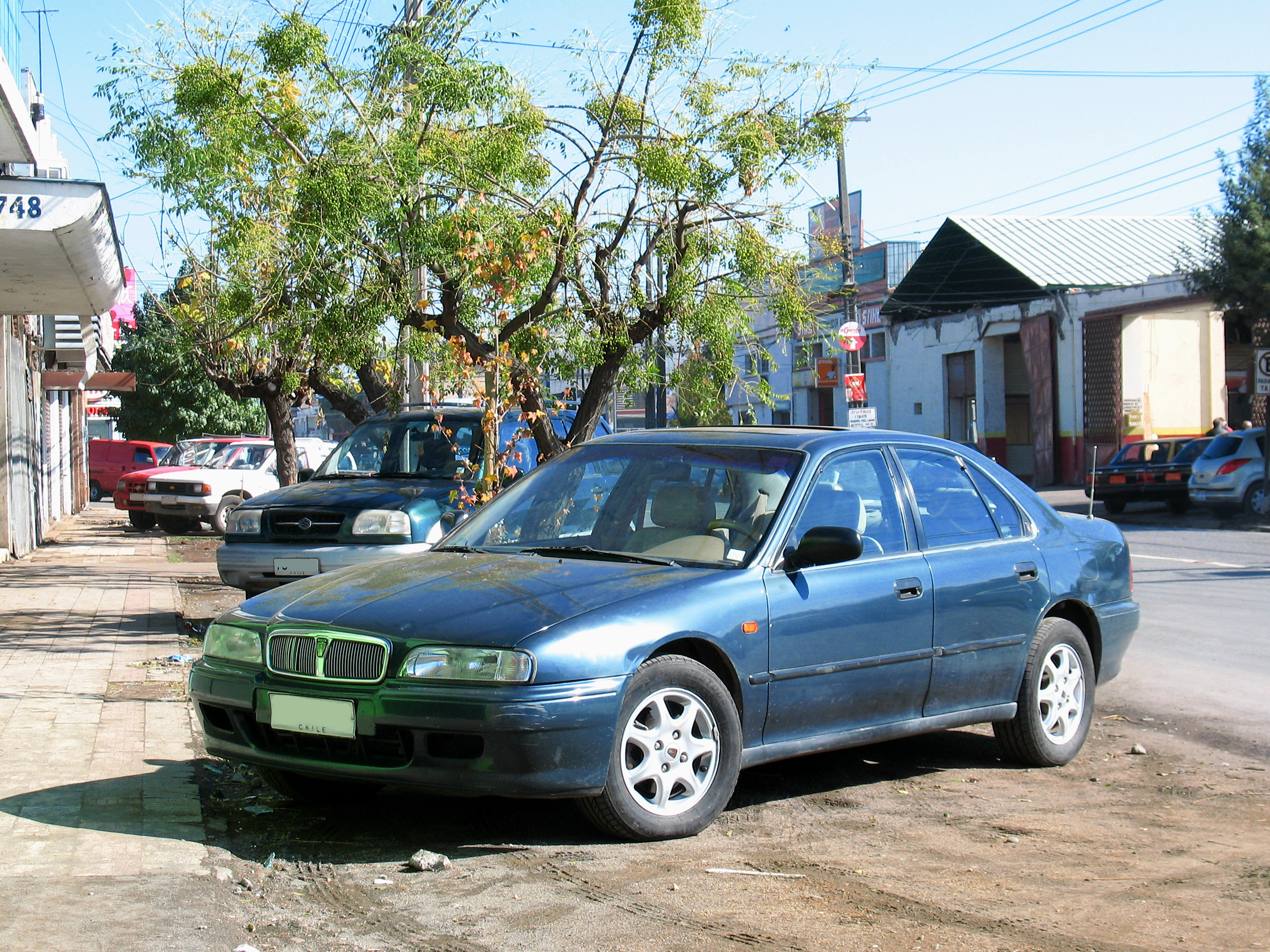
Rover 620 Si Lux.

Légende couleur : Essence ; Diesel

### Les séries spéciales
Rover eut souvent recours aux séries limitées ou spéciales pour soutenir les ventes. C'est ainsi que la marque britannique commercialisa trois séries spéciales. À noter que les éditions limitées "Marine" et "Heritage" étaient également disponibles sur les Rover 200 et 400.

#### Kingston
Cette série spéciale a été proposée uniquement en décembre 1994 et avec le moteur essence 2,3 L et sa boîte de vitesses automatique. Version "haut de gamme", est dérivée de la finition supérieure "Si Lux" qui sera très bien équipée.
- Équipements extérieurs supplémentaires :
  - Couleurs disponibles : celles de série selon les stocks + Boucliers couleur carrosserie + Jantes en alliage + Baguettes latérales de protection + Coquilles de rétroviseurs noires + Rétroviseurs à réglages électriques + Logo spécifique "Kingston".

- Équipements intérieurs supplémentaires :
  - Sellerie spécifique en cuir (assises) + Siège conducteur à réglages électriques + Climatisation + Volant gainé cuir + Autoradio cassettes stéréo avec 4 haut-parleurs et antenne électrique + Airbags conducteur et passager + ABS en série + Vitres électriques (avant et arrière + Banquette arrière fractionnée + Condamnation centralisée + Direction assistée progressive.

#### Marine
Un an avant son remplacement par la Rover 75, la gamme "600" n'existe plus qu'à travers plusieurs séries limitées (dont l'"Héritage"). Cette version, limitée à 500 exemplaires est proposée à partir d'août 1998. Seules les deux motorisations de base sont disponibles dont la 618i essence (200 exemplaires) et la 620 Di diesel (300 exemplaires). À noter que ce modèle n'aura pas de logo spécifique.

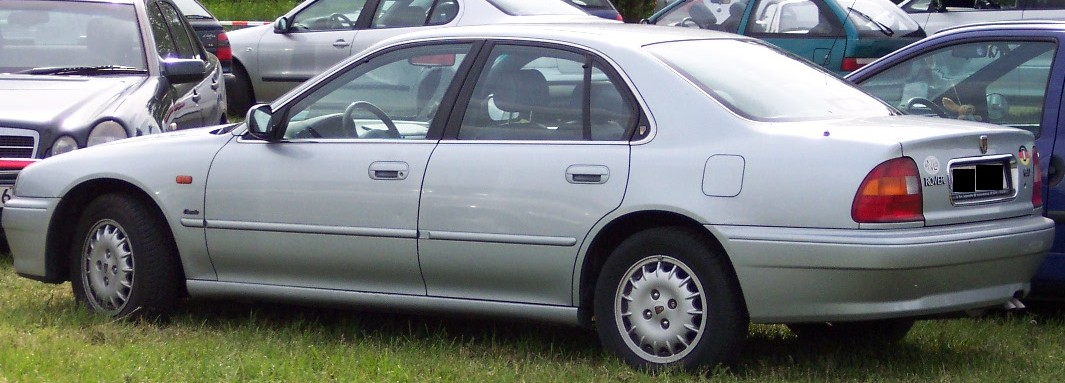
Vue latérale de la 600.

- Équipements extérieurs supplémentaires :
  - Couleurs disponibles : celles de série selon les stocks (peinture métallisée en option) + enjoliveurs intégraux (jantes alliage en option) + boucliers couleur carrosserie.

- Équipements intérieurs supplémentaires :
  - Sellerie spécifique + autoradio cassette avec façade amovible + vitres avant électriques + condamnation centralisée + airbag conducteur + banquette arrière fractionnée.

#### Heritage
Cette série limitée est arrivée un peu plus d'un an avant la 75 (juillet 1999). La Rover 600 termine sa carrière en beauté avec cette série spéciale très bien équipée. Entre juillet 1998 et juin 1999, cette version sera la seule finition disponible sur la 600. À noter que ce modèle n'aura pas de logo spécifique.
- Équipements extérieurs supplémentaires :
  - Couleurs disponibles : celles de série selon les stocks (peinture métallisée en option) + Jantes alliage 15 pouces avec pneus 195/65 + Vitres teintées + Rétroviseurs électriques et dégivrants + Antenne électrique + Boucliers, rétroviseurs et poignées de porte couleur carrosserie.

- Équipements intérieurs supplémentaires :
  - Sellerie cuir (assises) (sellerie cuir intégral ou velours "Windsor" également disponible en option) + Finition ronce de noyer sur tableau de bord + Autoradio lecteur CD à façade amovible + Climatisation + Airbags conducteur et passager + ABS + Vitres avant électriques + Condamnation centralisée avec télécommande + Alarme antivol + Réglage électrique de la hauteur des phares + Seuils de portes en inox + Appuis-têtes arrière réglables + siège conducteur réglable en hauteur et en appui lombaire + Dossier de banquette arrière rabattable 60/40 + Volant gainé cuir.

## Caractéristiques

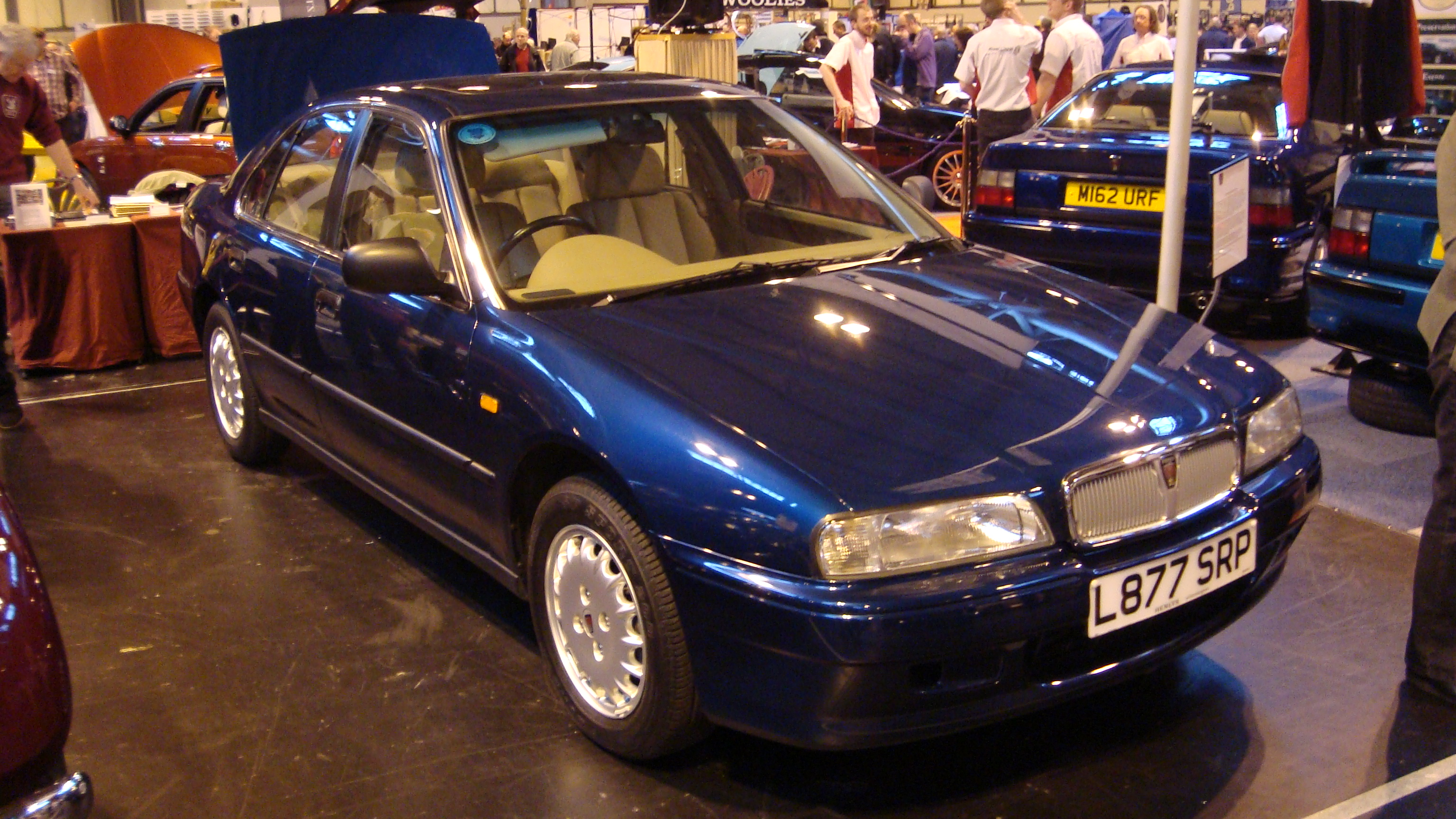
Rover 620 GSi.

### Dimensions
|                             | Rover 600                       |
| --------------------------- | ------------------------------- |
| Longueur                    | 4 645 mm                        |
| Largeur (sans rétroviseurs) | 1 950 mm                        |
| Hauteur                     | 1 380 mm                        |
| Empattement                 | 2 720 mm                        |
| Masse à vide                | 1 255 à 1 380 kg (selon moteur) |
| P.T.A.C.                    |                                 |
| Coffre                      | 430 l                           |
| Rayon de braquage           |                                 |
| Réservoir à combustible     | 65 l                            |

### Chaîne cinématique

#### Moteurs

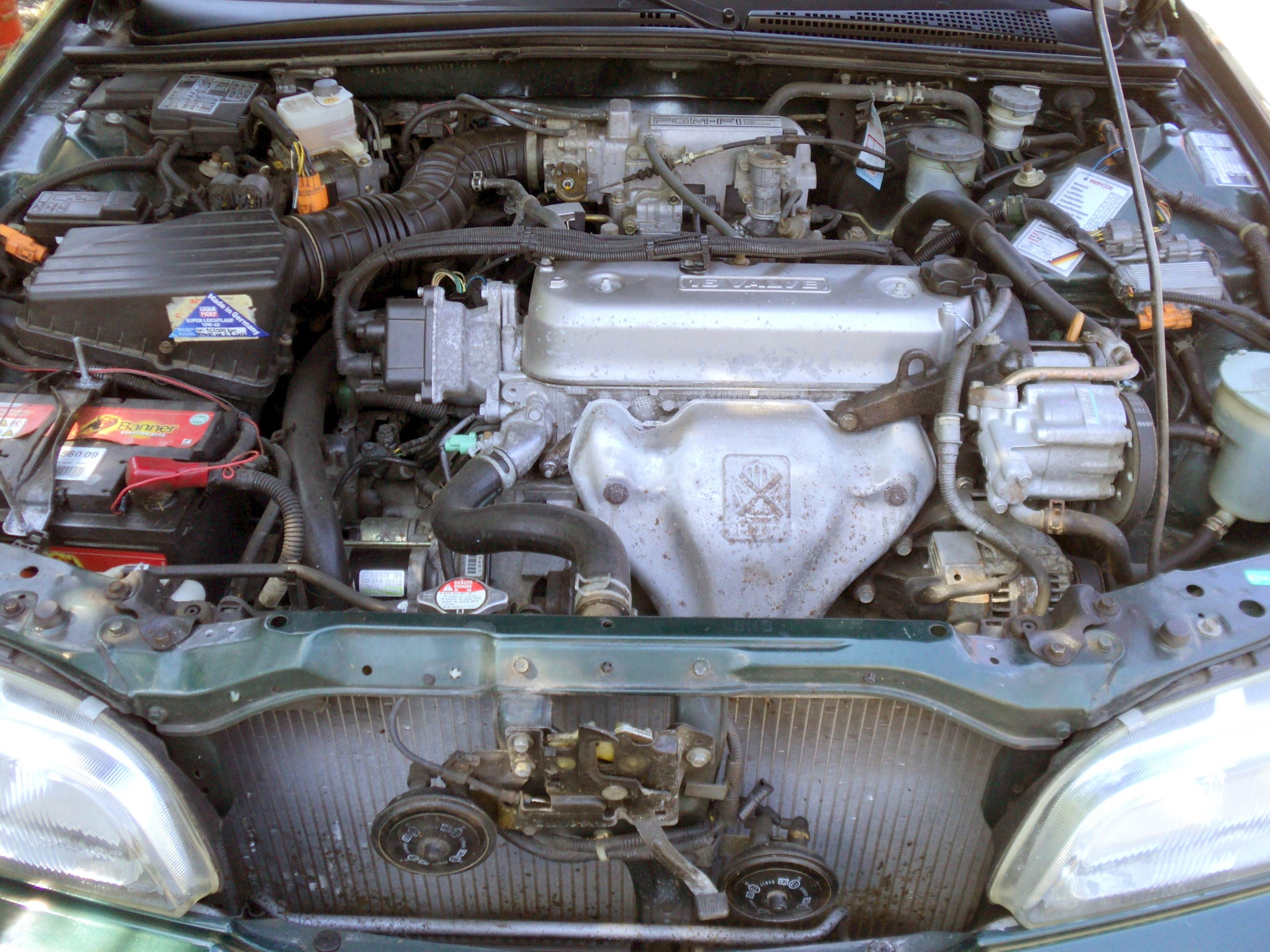
Moteur Honda F20Z2 de la 620 i.

La 600 a eu deux motorisations différentes de quatre cylindres lors de son lancement (en essence uniquement). Elle en a eu en tout six de disponibles dont cinq en essence et un en diesel. Plus aucun n'est disponible car plus commercialisés.
- Du côté des moteurs essence : 
  - le Honda F18A3 quatre cylindres en ligne à injection de 1,8 litre développant 115 ch. Disponible sur les 618.
  - le Honda F20Z2 quatre cylindres en ligne à injection de 2,0 litres développant 115 ch. Disponible sur les 620.
  - le Honda F20Z1 quatre cylindres en ligne à injection de 2,0 litres développant 131 ch. Disponible sur les 620.
  - le Honda H23A3 quatre cylindres en ligne à injection de 2,3 litres développant 158 ch. Disponible sur la 623.
  - le Rover T16T quatre cylindres en ligne à injection turbocompressé de 2,0 litres développant 200 ch. Disponible sur les 600.

- Du côté des moteurs diesel : 
  - le Rover L quatre cylindres en ligne à injection directe de 2,0 litres avec turbocompresseur développant 105 ch. Disponible sur les 600 D et 620 D.

| Modèle                            | Construction      | Moteur + Nom                     | Cylindrée         | Performance                    | Couple                 | 0 à 100 km/h | Vitesse maxi | Consommation + CO2           |
| 618 i / 618 Si (boite manuelle 5) | 03/1996 - 02/1999 | 4 cylindres en ligne Honda F18A3 | 1 850 cm3 (1,8 L) | 85 kW (115 ch) à 5 500 tr/min  | 150 N m à 4 200 tr/min | 10,8 s       | 196 km/h     | 7,6 à 10,6 L/100 km ... g/km |
| 620 i (boite manuelle 5)          | 08/1993 - 03/1996 | 4 cylindres en ligne Honda F20Z2 | 1 997 cm3 (2,0 L) | 85 kW (115 ch) à 5 300 tr/min  | 173 N m à 4 200 tr/min | 10,6 s       | 198 km/h     |                              |
| 620 Si (boite manuelle 5)         | 08/1993 - 02/1999 | 4 cylindres en ligne Honda F20Z1 | 1 997 cm3 (2,0 L) | 96 kW (131 ch) à 5 400 tr/min  | 177 N m à 4 800 tr/min | 9,8 s        | 201 km/h     |                              |
| 620 Si (boite automatique 4)      | 1994 - 1999       | 4 cylindres en ligne Honda F20Z1 | 1 997 cm3 (2,0 L) | 96 kW (131 ch) à 5 400 tr/min  | 177 N m à 4 800 tr/min |              | 198 km/h     | 8,9 à 12 L/100 km .          |
| 620 ti (boite manuelle 5)         | 1995 - 1997       | 4 cylindres en ligne Rover T16T  | 1 994 cm3 (2,0 L) | 174 kW (200 ch) à 6 000 tr/min | 245 N m                | 7,4 s        | 231 km/h     | 9,2 à 12,7 L/100 km .        |
| 623 Si (boite automatique 4)      | 1995 - 1996       | 4 cylindres en ligne Honda H23A3 | 2 259 cm3 (2,3 L) | 116 kW (158 ch) à 5 800 tr/min | 210 N m à 4 500 tr/min | 10 s         | 214 km/h     |                              |
| 600 ti Lux (boite manuelle 5)     | 1998              | 4 cylindres en ligne Rover T16T  | 1 994 cm3 (2,0 L) | 174 kW (200 ch) à 6 000 tr/min | 245 N m                | 7,4 s        | 231 km/h     | 9,2 à 12,7 L/100 km .        |
| 600 ti Sprint (boite manuelle 5)  | 1999              | 4 cylindres en ligne Rover T16T  | 1 994 cm3 (2,0 L) | 174 kW (200 ch) à 6 000 tr/min | 245 N m                | 7,5 s        | 230 km/h     | 9,2 à 12,7 L/100 km .        |

| Modèle                              | Construction | Moteur + Nom                 | Cylindrée         | Performance                   | Couple                 | 0 à 100 km/h | Vitesse maxi | Consommation + CO2   |
| 620 Di / 620 SDi (boite manuelle 5) | 1995 - 1997  | 4 cylindres en ligne Rover L | 1 994 cm3 (2,0 L) | 77 kW (105 ch) à 4 200 tr/min | 214 N m à 2 000 tr/min | 10,9 s       | 188 km/h     | 5,7 à 7,8 L/100 km . |
| 600 Di / 600 SDi (boite manuelle 5) | 1998 - 1999  | 4 cylindres en ligne Rover L | 1 994 cm3 (2,0 L) | 77 kW (105 ch) à 4 200 tr/min | 214 N m à 2 000 tr/min | 10,9 s       | 188 km/h     | 5,7 à 7,8 L/100 km . |

#### Boites de vitesses
La Rover 600 est équipée d'une boite du vitesse manuelle à cinq rapports ou automatique à quatre rapports.